# Cebú
Cebú (en cebuano: Sugbo) es una ciudad filipina situada en la costa oriental de la isla de Cebú, en la región de Bisayas Centrales. Es la cabecera de la provincia de Cebú. Su población es de 814.296 habitantes y 2.775.897 habitantes en la aglomeración (estimaciones 2021).
Cebú es, tras Manila, el centro económico y mercantil más importante de las Filipinas. Cuenta con numerosos parques empresariales, distrito de negocios, universidades, colegios, hospitales y otros servicios. Por otra parte, en sus proximidades se halla la isla de Mactán, que acoge un nutrido turismo.
Cebú está conectada con el resto del archipiélago de las Bisayas, de las que es capital, así como con el resto del país y con diversos destinos internacionales gracias a su aeropuerto y su puerto marítimo.

## Historia
Cuando el explorador portugués al servicio del Imperio español Fernando de Magallanes arribó con su flota a lo que hoy es el archipiélago de las Bisayas, tras un viaje épico a través del Pacífico, buscando las islas de las Especias, los nativos le indicaron que Sugbo era el centro del comercio del archipiélago, una ciudad próspera desde hacía muchos años. Tenía relaciones comerciales con China y otros países del Sudeste Asiático.
El 16 de marzo del año 1521, los españoles de la expedición de Magallanes llegaron a Cebú. No es sorprendente que el rajá Humabón y su esposa Humamay, que eran los caciques de la ciudad, le dieran la bienvenida sonrientes, ya que eran los primeros occidentales que ponían pie en aquellas tierras. Sin embargo, hay que indicar que los forasteros no eran extraños a los cebuanos, ya que desde hacía siglos, los barcos cargados con porcelana, seda, especias, hierro y otras mercancías arribaban a puerto, desde los puntos más alejados de oriente.
Magallanes plantó una gran cruz en la ciudad y pidió bautizar a los nativos en la fe católica. Más tarde, el rajá Humabón solicitó ayuda a Magallanes para someter el reyezuelo de la vecina isla de Mactán, llamado Lapulapu, con quien estaba enfrentado. Ansioso de fortalecer la alianza con los cebuanos, Magallanes se dirigió a Mactán para someter a Lapulapu. Sin embargo, los barcos españoles no pudieron acercarse a la costa y apoyar con la artillería a los soldados. Las aguas pantanosas y la superioridad numérica de los guerreros de Mactán, obligó a los españoles a retirarse. Magallanes fue alcanzado por un guerrero mientras cubría la retirada, y murió. Las fuerzas españolas regresaron a Cebú, pero unos días después fueron envenenados por su supuesto aliado, Humabón, durante una cena, y murieron muchos. Más tarde pusieron al mando de la expedición a Juan Sebastián Elcano, quien mandó la flota de regreso a España, a través del océano Índico. Consiguió llegar a España en 1522, convirtiéndose él y los supervivientes, en los primeros hombres en dar la vuelta al mundo.
Tras cuarenta años de interludio, en marzo de 1565 Miguel López de Legazpi desembarca en la isla de Cebú con 380 hombres. El 27 de abril de 1565 funda la Villa de San Miguel (actual Cebú), cabecera de los dominios españoles en Filipinas hasta 1571, y base para la conquista del archipiélago filipino.
Han transcurrido cerca de quinientos años desde la llegada de los españoles, y la cruz erigida por Magallanes continúa alzada en el centro de la ciudad, símbolo de la cristiandad, el legado —no el único— más fuerte dejado por ellos.
También se sigue venerando el Niño Jesús o Santo Niño de Cebú que le regalaron los primeros españoles a la esposa del rajá de Cebú. La figura del Santo Niño (circa 500 años) se puede encontrar actualmente en la Basílica del Santo Niño.

## División administrativa
Cebú se subdivide administrativamente en 80 Barangayes, agrupados en dos distritos.
- Distrito Norteño
- Adlawon
- Agsungot
- Apas
- Bacayan
- Banilad
- Binaliw
- Budla-an
- Busay
- Cambinocot
- Capitol Site
- Carreta
- Cebu Port Center
- Cogón Ramos
- Day-as
- Ermita
- Guba
- Hipódromo
- Kalubihan
- Kamagayan
- Kamputhaw
- Kasambagan
- Lahug
- Lorega San Miguel
- Lusaran
- Luz
- Mabini
- Mabolo Proper
- Malubog
- New York
- Pahina Central
- Parian
- Paril
- Pit-os
- Pulangbato
- Sambag I
- Sambag II
- San Antonio
- San José
- San Roque
- Sirao
- Santa Cruz
- Santo Niño
- T. Padilla
- Talamban
- Taptap
- Tejero
- Tinago
- Zapatera

- Distrito sureño
- Babag
- Basak Pardo
- San Nicolás
- Bonbon
- Bulácao Pardo
- Buot-Taup
- Calamba
- Cogón Pardo
- Duljo
- Guadalupe
- Inayawan
- Kalunasan
- Kinasang-an
- Labangon
- Mambaling
- Oprra
- Pahina
- Pamutan
- Pasil
- Pardo Proper
- Pung-ol Sibugay
- Punta Princesa
- Quiot Pardo
- San Nicolás Proper
- Sapangdako
- Sawang Calero
- Sinsin
- Sudlon I
- Sudlon II
- Tabunan
- Tagba-O
- Tisa
- Toong

## Geografía
La zona donde está asentada la ciudad es bastante montañosa, alcanzándose los 900 metros sobre el nivel del mar, y únicamente son llanas las zonas más próximas al mar.
Está localizada en el centro de la parte oriental de la provincia de Cebú, en una isla de su mismo nombre, situada en el centro del archipiélago de las Bisayas, al sur de las Filipinas. Se encuentra a 10 grados, 17 minutos latitud Norte y 123 grados y 54 minutos longitud Este. 
Limita al norte con Mandaue, al sur con Talisay, al este con el canal de Mactán y al oeste con el municipio de Balamban y la ciudad de Toledo. 
La superficie de Cebú es de 29.124,78 ha y cuenta con 80 barangayes, de los cuales 50 son urbanos y el resto rurales.

## Clima
Cebú cuenta con clima tropical. Su temperatura media es de 26,5 °C. El mes más frío es enero, cuya temperatura media es de 20,6 °C. Mayo es el mes más caluroso, con una temperatura media de 34,8 °C.
La humedad media es del 75%.
La media pluviométrica es de 1.609,7 mm . Febrero y abril son los meses menos lluviosos.
La velocidad media del viento es de 10 km/h .
El viento de noreste (cebuano: amihan) es dominante de noviembre a mayo. El monzón del sudeste (hagabat) domina de junio a septiembre. La época de los tifones coincide con los meses de octubre a diciembre.
| Parámetros climáticos promedio de Cebú | Parámetros climáticos promedio de Cebú | Parámetros climáticos promedio de Cebú | Parámetros climáticos promedio de Cebú | Parámetros climáticos promedio de Cebú | Parámetros climáticos promedio de Cebú | Parámetros climáticos promedio de Cebú | Parámetros climáticos promedio de Cebú | Parámetros climáticos promedio de Cebú | Parámetros climáticos promedio de Cebú | Parámetros climáticos promedio de Cebú | Parámetros climáticos promedio de Cebú | Parámetros climáticos promedio de Cebú | Parámetros climáticos promedio de Cebú |
| Mes                                    | Ene.                                   | Feb.                                   | Mar.                                   | Abr.                                   | May.                                   | Jun.                                   | Jul.                                   | Ago.                                   | Sep.                                   | Oct.                                   | Nov.                                   | Dic.                                   | Anual                                  |
| -------------------------------------- | -------------------------------------- | -------------------------------------- | -------------------------------------- | -------------------------------------- | -------------------------------------- | -------------------------------------- | -------------------------------------- | -------------------------------------- | -------------------------------------- | -------------------------------------- | -------------------------------------- | -------------------------------------- | -------------------------------------- |
| Temp. máx. media (°C)                  | 29.9                                   | 30.2                                   | 31.2                                   | 32.3                                   | 33.0                                   | 32.1                                   | 31.7                                   | 31.9                                   | 31.7                                   | 31.6                                   | 31.2                                   | 30.3                                   | 31.4                                   |
| Temp. media (°C)                       | 26.8                                   | 27.0                                   | 27.8                                   | 28.8                                   | 29.4                                   | 28.7                                   | 28.3                                   | 28.4                                   | 28.3                                   | 28.1                                   | 27.9                                   | 27.3                                   | 28.1                                   |
| Temp. mín. media (°C)                  | 23.8                                   | 23.7                                   | 24.4                                   | 25.4                                   | 25.9                                   | 25.3                                   | 24.9                                   | 25.0                                   | 24.8                                   | 24.7                                   | 24.7                                   | 24.2                                   | 24.7                                   |
| Lluvias (mm)                           | 78.1                                   | 62.3                                   | 41.5                                   | 29.1                                   | 54.8                                   | 149.9                                  | 157.0                                  | 136.5                                  | 167.3                                  | 148.4                                  | 131.4                                  | 103.8                                  | 1260.1                                 |
| Fuente:                                |                                        |                                        |                                        |                                        |                                        |                                        |                                        |                                        |                                        |                                        |                                        |                                        |                                        |

## Demografía
Los habitantes de Cebú se llaman cebuanos y son de orígenes diversos. Mucha gente de otras partes del país se desplaza a Cebú para conseguir empleo.
Existen una gran comunidad de ciudadanos guatemaltecos.[cita requerida]

### Idiomas
El cebuano es el idioma principal de la ciudad. Dada la importancia de Cebú como foco comercial, cultural y turístico del país, también se hablan otros idiomas filipinos, especialmente el tagalo. La interacción entre los tagalohablantes que intentan aprender el cebuano y los cebuanohablantes que ya han aprendido el tagalo en la escuela genera un fenómeno lingüístico denominado bisalog (de bisaya y tagalog).

## Educación

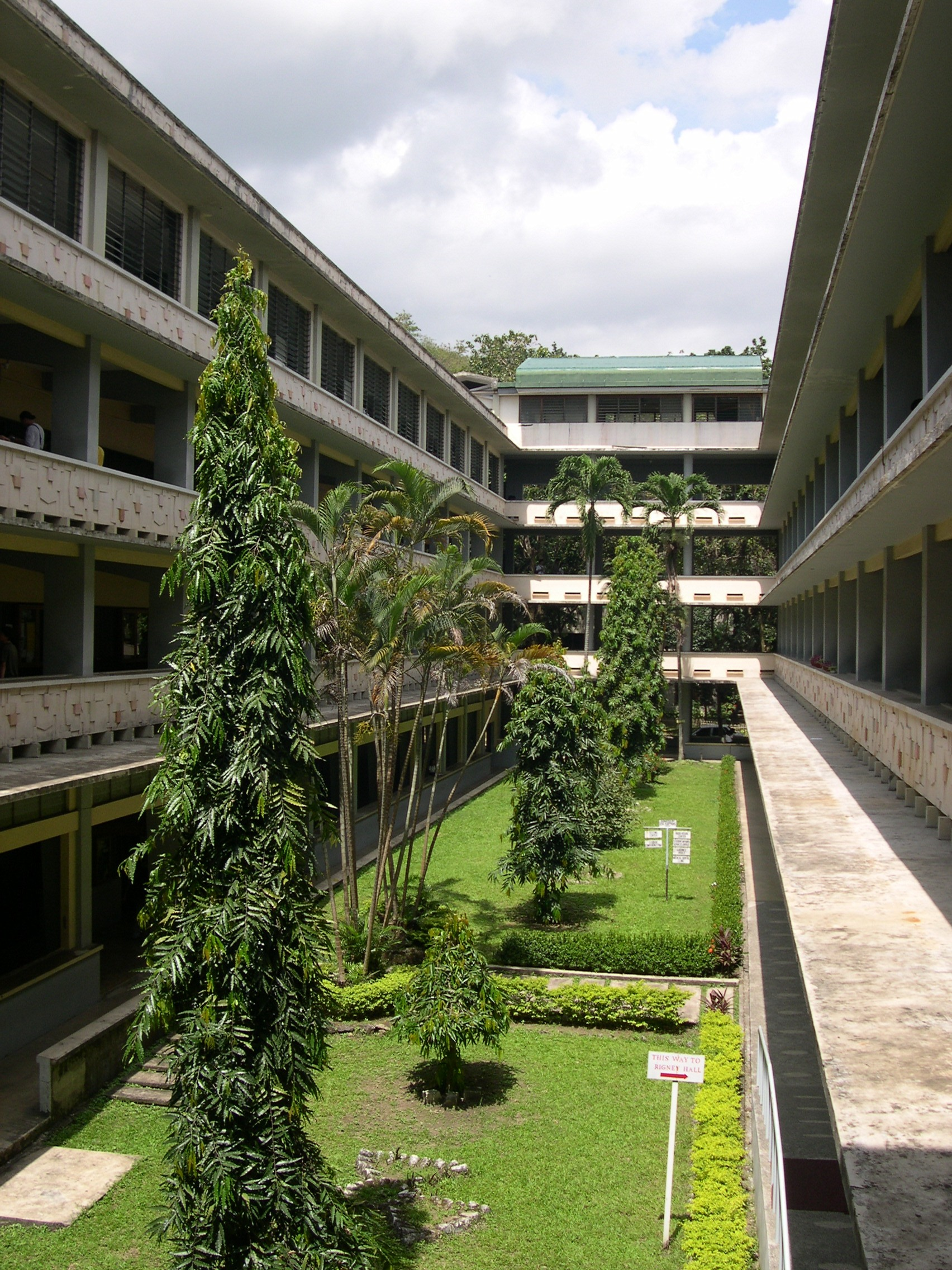
Universidad de San Carlos–Talambán.

Cebú es uno de los dos centros educacionales del país, junto a Manila. Actualmente hay nueve universidades en la ciudad, con numerosos campus por toda el área metropolitana, y más de una docena de otras escuelas y colegios especializados en disciplinas como medicina, ingeniería, navegación, enfermería, informática, etc.
Muchos estudiantes extranjeros viajan a Cebú para estudiar porque la educación es relativamente más barata allí. La mayor parte son iraníes y nepalíes que cursan estudios de odontología y medicina. Recientemente, muchos surcoreanos han acudido a Cebú para estudiar inglés.
Cebú tiene 68 escuelas primarias públicas, 23 escuelas secundarias nacionales y 28 escuelas secundarias nocturnas. Las escuelas nocturnas son administradas por el gobierno municipal. La ciudad tiene un índice de alfabetización de 97%.

## Economía

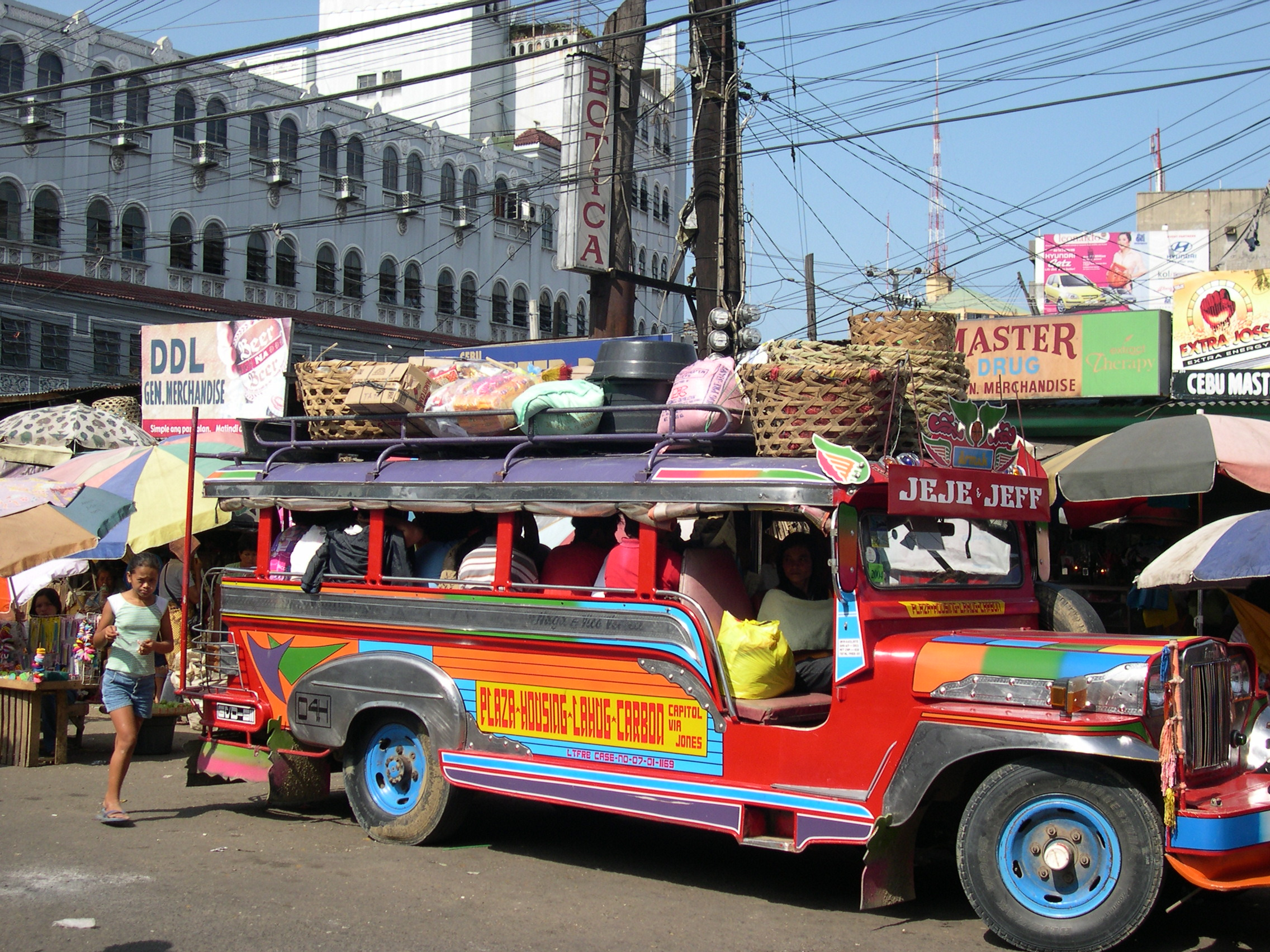
Yipni al Mercado de Carbón.

Sus habitantes, tradicionalmente inclinados a la actividad mercantil, han contribuido a hacer de Cebú un gran centro comercial e industrial. Su situación privilegiada en el archipiélago también ha ayudado a ello.
La mayoría de la flota mercante filipina tiene su sede en la ciudad. Cebú centraliza el comercio entre las islas. El núcleo financiero de la ciudad se encuentra en el barrio viejo, si bien la congestión del tráfico impulsó al gobierno provincial a expandirlo mediante la instalación de un parque de negocios en las afueras. Cerca de este se ha añadido también un parque tecnológico en lo que fue el antiguo aeropuerto de Lahug.
El nuevo aeropuerto internacional se encuentra en la ciudad de Lapu-Lapu, en la isla de Mactán. Tiene vuelos directos con Hong Kong, Singapur, Japón, Malasia, Taiwán, Catar y Corea del Sur.
El puerto comercial tiene 3,5 kilómetros de longitud, y en sus instalaciones se concentra gran parte del comercio del sur de Filipinas.

## Monumentos
- La calle Colón (cebuano: Dalang Colón) se encuentra en el barrio viejo. Es la calle más antigua de todas las Filipinas, construida en tiempos de Miguel López de Legazpi. Es el corazón de la ciudad, en donde se hallan localizados restaurantes, grandes almacenes, cines, etc. Al final de la calle se halla el obelisco con el monumento al Patrimonio Histórico de Cebú, en la Plaza del Parian. En dicho monumento se representan los acontecimientos más importantes de Cebú desde su incorporación.

- La Fuente Osmeña es una plaza dedicada a su hijo predilecto, el fallecido presidente de Filipinas don Sergio Osmeña. Es uno de los lugares más conocidos. En sus alrededores han proliferado establecimientos bancarios y comerciales.

- Edificio del Capitolio. Es la sede del gobierno provincial. Su alta cúpula puede ser divisada a lo largo del Bulevar Osmeña. Vivo reflejo de la influencia que aún en día tienen los americanos en las islas, este edificio, construido en 1937, es una réplica de la Casa Blanca.

- Capilla de la Última Cena. Destacan las figuras de la Sagrada Cena, con Jesús y sus doce Apóstoles, realizadas en el siglo XVIII.

- Cruz de Magallanes. Esta cruz conmemora la conversión al cristianismo de muchos habitantes de las islas al llegar de Fernando de Magallanes. Se encuentra en el sitio exacto en el que fray Pedro Valderrama bautizó al rajá de la isla y a cuatrocientos de sus súbditos. Los nativos le dieron a esta cruz cualidades milagrosas, y durante siglos fueron arrancando trocitos como reliquias. Hubo que construir una estructura que la protegiese de la total destrucción.

- Monumento a Lapu-Lapu. Se encuentra en Punta Engaño, en el lugar en que se supone que se produjo el asesinato de Fernando Magallanes, el día 27 de abril de 1521. La estatua representa al reyezuelo con un cuchillo y una maza, que se cree que fueron las armas utilizadas en la agresión.

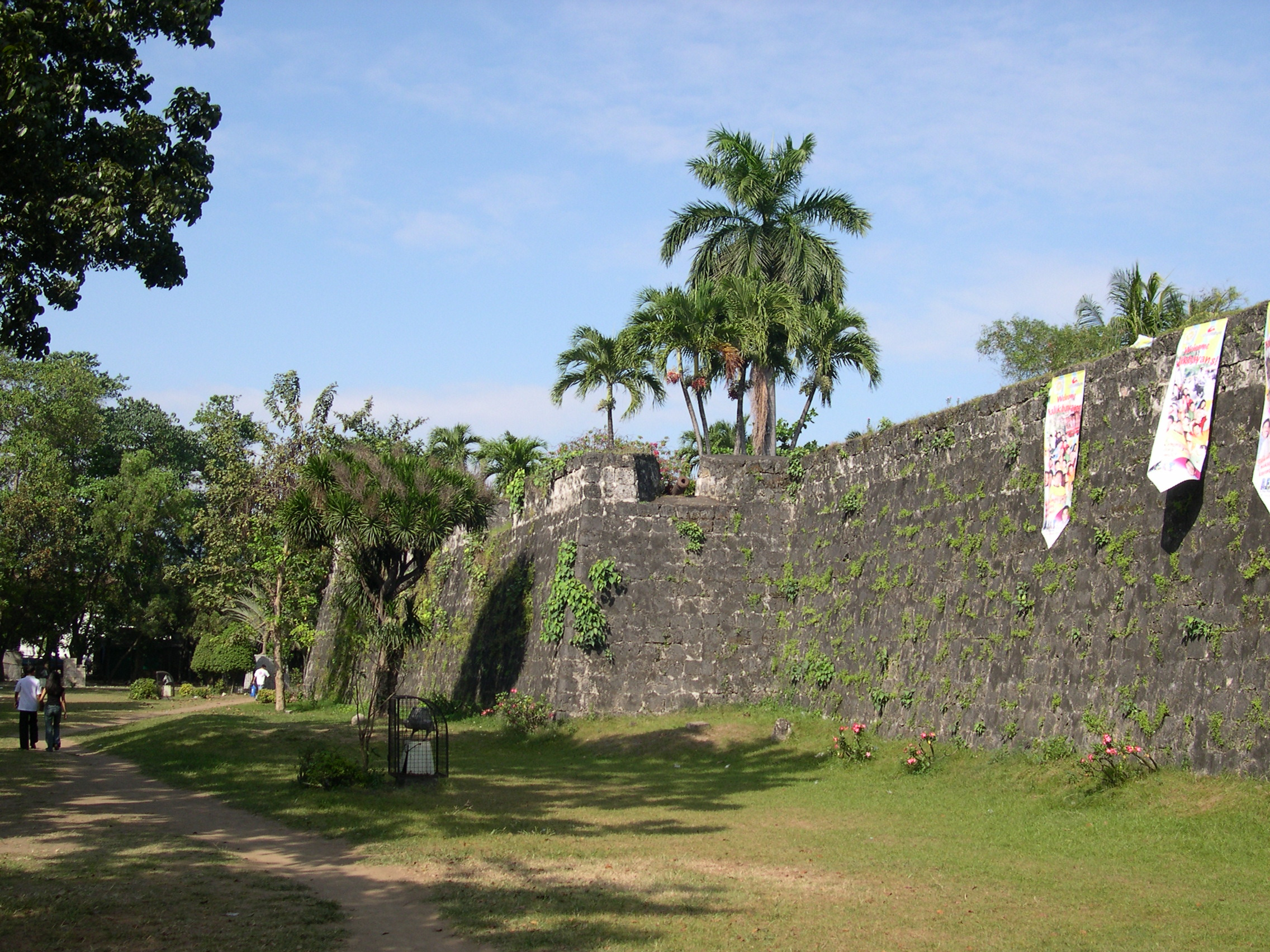
Muros del Fuerte de San Pedro.

- Fuerte de San Pedro. Núcleo del primer establecimiento español en las Filipinas. López de Legazpi mandó construirlo en 1565. Fue plaza fuerte de defensa y de cobijo de su población frente a los ataques de los moros. Continuó siendo cuartel durante la época de dominación americana y japonesa. Tras la guerra, llegó a ser hasta sede del zoológico. Actualmente es el Museo Nacional.

- Museo del Santo Niño de Cebú. Patrón de la ciudad, esta imagen del siglo XVI fue un regalo de bautismo a la esposa del rajá, en 1521. Se encuentra en la Basílica del Santo Niño. Una constante fila de devotos fluye a través de su nave, para rezar y besar la sagrada imagen.
- Museo de la Catedral de Cebú. Museo enfocado en la arquitectura eclesiástica de la región, con numerosas piezas datadas del dominio español de las islas y su posterior administración bajo influencia religiosa y cultural hispánica.

## Ciudades hermanadas
Cebú mantiene un hermanamiento de ciudades con:
- Bandung, Java Occidental, Indonesia.
- Barcelona, Cataluña, España.
- Valencia, Valencia, España.
- Beerseba, Israel.
- Busán, Gyeongsang del Sur, Corea del Sur.
- Butuan, Filipinas.
- Chula Vista, California, Estados Unidos.
- Cortrique, Flandes Occidental, Bélgica.
- Dávao, Filipinas.
- Guadalajara, Jalisco, México.
- Haarlemmermeer, Holanda Septentrional, Países Bajos.
- Kaohsiung, República de China.
- Liubliana, Eslovenia.
- Manila, Filipinas.
- Parramatta, Nueva Gales del Sur, Australia.
- Salinas, California, Estados Unidos.
- San Petersburgo, Noroeste, Rusia.
- Seattle, Washington Estados Unidos.
- Valparaíso, Valparaíso, Chile.
- Vladímir, Central, Rusia.
- Vladivostok, Lejano Oriente, Rusia.
- Xiamen, Fujian, China.
- Yeosu, Corea del Sur.